# Navadni šimpanz
Navadni šimpanz (znanstveno ime Pan troglodytes) je vrsta opic iz rodu šimpanzov.
Šimpanz je izjemen tako po tem da se lahko uči kakor tudi po svoji podobnosti človeku. Šimpanz je tudi zelo pameten; kadar telo odpove uporablja orodja, rešuje probleme in pozna govorico znakov s katerimi se šimpanzi sporazumevajo. So zelo radovedni in radi raziskujejo. Znanstveniki so naredili poizkus: 9-letnemu šimpanzu so dali kos rumenega lepo tkanega blaga: šimpanz je najprej seveda poizkusil, če je užitno, potem ga je začel vleči, da je videl, da je trpežno, nato pa je preizkušal, kako bi ga oblekel, najprej kot klobuk, potem kot ogrinjalo. Ta poizkus je dokazal da šimpanzi posnemajo ljudi. Šimpanzi so zelo glasne živali, po navadi se oglašajo s tridesetimi različnimi glasovi. Njihov jezik in glasilke sta okornejša od človekovih, zato ne morejo oblikovati besed in govoriti. Zato se sporazumevajo z nekakšnim lajanjem, tuljenjem in sopihanjem. Kadar so šimpanzi jezni, preplašeni in razburjeni, divje vreščijo, če pa so zadovoljni, pa to slišimo po globokih vzdihljajih in po tihem zavijanju.

## Opis
Šimpanzi so videti kot majhne gorile, le da je njihov obraz po navadi bolj bled. Njihov obraz je rožnat, včasih pa ima šimpanz skoraj črn obraz. Njihovo telo je pokrito z dolgo črno ali rjavo dlako. Šimpanzi nimajo repa. Imajo štiri roke, prednje so daljše, vse roke imajo dolge prste, da se lahko hitro oprimejo za veje, kar jim pomaga pri plezanju. Šimpanzi imajo velika raztegljiva usta za prenašanje sadja in drugih stvari. Šimpanzi, kot vse druge opice, dobro vidijo, nad očmi imajo močan nadočesni obok. Njihovi veliki uhlji lovijo glasove drugih živali.
Samec doseže do 170 cm in 60 kg, samica 130 cm in 47 kg. V živalskih vrtovih dočaka 60 let, v divjini pa 40–50 let.
Navadnega šimpanza najdemo v Afriki, od Gvineje do zahodne Ugande in v Tanzaniji. Živijo v gozdovih in območjih savane. Najbližji sorodnik navadnega je pritlikavi šimpanz ali bonobo (Pan paniscus), ki živi južno od reke Kongo.

## Obrazna mimika
Šimpanzi se med seboj sporazumevajo z vrsto izrazov obraza – obrazno mimiko. Ugotovili so da šimpanzi poznajo veliko izrazov s katerimi izražajo svoja čustva in oddajajo različna sporočila prav tako kot ljudje.
Najbolj znani izrazi:
- pasivni izraz – šimpanz je sproščen in miren.
- agresivni izraz – šimpanz pokaže zgornje in spodnje zobe in se namršči. S tem izrazom šimpanz pokaže svoj bes in pove tekmecu naj ga ne nadleguje več.
- prijateljski izraz – šimpanz iztegne ustnice kakor bi z njimi hotel kaj doseči. Tako pozdravlja svojega vrstnika.
- vesel izraz – šimpanz naredi nasmešek, pri katerem pa ne pokaže zgornjih zob. Tak nasmešek s spodnjimi zobmi nam pove da se šimpanz dobro počuti in da je vesel.

## Način življenja
Šimpanzi so zelo družabni, živijo v skupinah, ki včasih štejejo več kot sto članov, vendar po gozdu hodijo v skupinah, v katerih je do osem članov. Vodi jih vodilni samec. Njihov teritorij v gozdu ob sega od 18 do 21 km2, na travnikih pa kar od 100 do 200 km2. Včasih se teritoriji dveh skupin prekrivajo. Dan preživi aktivno. Šimpanzi si naredijo gnezda na drevesih, da so med spanjem varni pred plenilci. Šimpanz vzdržuje svoje gnezdo in skrbi za čistočo, saj skrbi, da iztrebki padajo ven iz gnezda. Če se skupina ne preseli, v gnezdu ostane več časa. Razen ponoči, ko spi na drevesu, je šimpanz večino časa na tleh. Šimpanzi istega tropa se radi stiskajo in drug drugemu brskajo s prsti po kožuhu. Iz kože mu tako odstranjujejo umazanijo, prhljaj in majhne zajedavce. Z rednim praskanjem in negovanjem skrbijo za lepo in zdravo kožo in tudi dlako. S tem pa se hkrati sproščajo in utrjujejo zaupljivost in prijateljstvo med člani tropa.

## Prehrana in prehranjevanje
Šimpanzi jedo vse vrste sadja, sadje predstavlja njihovo glavno vrsto hrane. Jejo tudi smolo, jajca, oreščke in semena. Zgodaj zjutraj po obroku se šimpanzove aktivnosti zmanjšajo, postane bolj len, poležava, si privošči kakšen prigrizek, kot na primer zrele jagode, listje, drevesno lubje in cvetove. Njegov drugi obrok je po navadi obilnejši in je pozno popoldne. Večino tekočine šimpanz dobi s sadjem, s katerim se hrani, včasih pa pije deževnico, ki jo najde v vdolbinah v drevesih. Vemo tudi, da šimpanz je med in različne insekte ter termite. Do termitov si pomaga s paličico. Šimpanz je tudi meso, na lov za različne sesalce, po navadi druge primate, se poda cela skupina. Te živali skoraj vedno ubije odrasel samec, ki se najprej sam naje, potem pa šele deli s skupino.

## Šimpanzi in ljudje
Šimpanzi si z ljudmi delijo kar 97 % enakih genov. Grajen je podobno kot človek in ima veliko človeških lastnosti. V naravi ga najbolj ogroža človek. Dandanes šimpanz ni neposredno ogrožen, razen na nekaterih manjših območjih. V nekaterih delih Afrike šimpanze lovijo za vzrejo v živalskih vrtovih in za poizkuse na živalih. Od navadnega šimpanza je bolj ogrožen je njegov sorodnik pritlikavi šimpanz.

## Parjenje
Samci spolno dozorijo pri 7–8 letih, samice pa pri 6–10 letih. Šimpanzi nimajo nobenega posebnega časa parjenja, ta se vrši se preko celega leta, samice se po navadi parijo, ko je prejšnji mladič star približno 3 leta in ko postanejo plodne. Ko postane plodna, se včasih brez tekmovalnosti z njo pari več samcev. Tako kot ženske, imajo tudi šimpanzje samice menstruacijo približno na 36 dni.

## Brejost in odraščanje mladiča
Pri šimpanzih brejost traja od 202 do 261 dni, potem pa se skotita 1–2 mladiča. Če ima mati vodilno vlogo v tropu, se bodo druge opice vedle spoštljivo do nje in njenega mladiča. V prvih petih mesecih svojega življenja se mladič trdno drži matere za kožuh, mati ga prenaša povsod s seboj. Prve korake naredi s šestimi meseci. Šimpanz po enem letu tehta približno 9 kg, od mame pa je odvisen vsaj tri leta. Ko je šimpanz star 4 leta, se večino časa druži s svojimi vrstniki. Mati ga do šestega leta nauči življenjske spretnosti, kot so obnašanje do drugih članov in tropa, gibanja po gozdu in katera hrana je užitna. Od takrat se mora naučiti, kako biti odrasel član družbe, pri 10 letih se mora vesti že kot odrasel šimpanz, znati se mora izogniti nevarnostim in znati mora loviti.